# Cricula elaezia
Cricula elaezia är en fjärilsart som beskrevs av Jordan 1909. Cricula elaezia ingår i släktet Cricula och familjen påfågelsspinnare. Inga underarter finns listade i Catalogue of Life.